# Jonáš Hájek
Jonáš Hájek (* 12. listopadu 1984, Praha) je český básník a muzikolog. Absolvoval hudební gymnázium a vystudoval hudební vědu na FF UK.
V roce 2007 získal za svou sbírku Suť Cenu Jiřího Ortena (společně s Petrou Hůlovou, která cenu dostala za román Umělohmotný třípokoj).
Muzikologické práci se věnuje v nakladatelství Bärenreiter, kde připravil mj. novou edici symfonie Asrael od Josefa Suka. Působí také jako literární překladatel (z němčiny a polštiny) a moderátor a píše pro literární časopisy Souvislosti či Host.
V současnosti (2021) žije v Kolíně.
Jonáš Hájek je synem matematika Petra Hájka a manželem básnířky Natálie Paterové.

## Dílo
- Suť, Fra 2007, ISBN 80-86603-60-1
- Vlastivěda, Fra 2010, ISBN 978-80-86603-83-4
- Básně 3, Triáda 2013, ISBN 978-80-7474-078-7
- VERSschmuggel: Gedichte: deutsch, tschechisch / PŘEKLADIŠTĚ: básně v češtině a v němčině., Wunderhorn, Heidelberg a Protimluv, Ostrava, 2019 – česko-německá antologie poezie, Jonáš Hájek je editorem
- Výlet do Schengenu / Můj jediný čtenář, 2023

Jeho básně též vyšly v almanachu mladých evangelických básníků Hrst, který také editoval.